# Traute Göppner
Traute Göppner (* 30. November 1911 in Danzig; † 19. März 2001 in Lüdenscheid) war eine deutsche Leichtathletin, die sich auf den Weitsprung spezialisiert hatte. Sie trat aber auch im Mehrkampf an.

## Sportliche Karriere
Bei Deutschen Meisterschaften war Traute Göppner von der LAVg. Danzig zweimal Zweite (1932 und 1934) und zweimal Dritte (1933 und 1937) im Weitsprung. Bei den Frauen-Weltspielen 1934 gewann sie den Wettbewerb im Weitsprung mit 5,81 Meter. Im Jahr darauf bei den International University Games 1935 siegte Göppner mit der 4-mal-100-Meter-Staffel und wurde Zweite im Weitsprung. 1937 gewann sie Gold im Weitsprung und mit der Sprintstaffel.

## Leben
Traute Göppner besuchte das Seminar für Lehrerausbildung in Danzig und studierte ein Semester Sport in Berlin. Ab 1932 war sie Sportlehrerin in Danzig und 1935 legte sie das zweite Examen ab. Neben ihrer eigenen Tätigkeit als Lehrerin war sie bis 1945 auch in der Lehrerinnen-Ausbildung beschäftigt.
Nach dem Krieg war Göppner Lehrerin zunächst in Nienburg und dann in Lüdenscheid. 1975 ging sie in den Ruhestand.